# Pecos (fiume)
Il Pecos o Rio Pecos, come talvolta è conosciuto nel Nuovo Messico, è un fiume degli Stati Uniti che trova le sue sorgenti in prossimità di Pecos nel Nuovo Messico.
Scorre per una lunghezza di 1.490 km attraverso la parte orientale dello Stato e si dirige verso il Texas dove diviene affluente del Rio Grande vicino a Del Rio. Il bacino idrografico è di circa 115.000 km².

## Corso del fiume
Il fiume Pecos nasce da una catena montuosa chiamata Sangre de Cristo nella contea di Mora, ai margini delle Montagne Rocciose, da lì scende verso sud scorrendo per circa 400 km nello Llano Estacado del nuovo Nuovo Messico, bagnando la cittadina di Roswell. La vallata del fiume si fa via via più larga e arida intagliando la zona fra lo Llano a est e i Monti Sacramento ad Ovest. Varcato il confine fra Nuovo Messico e Texas, il fiume, dopo aver bagnato la città di Pecos, viene spinto verso sud dalla barriera naturale costituita dall'Altopiano Edwards sfociando nel suo referente idraulico, il Rio Grande, presso la Contea di Valverde.
Lungo il corso il Pecos è sbarrato da quattro dighe, formando altrettanti laghi artificiali: Il Lago di Santa Rosa, 188 km ad est di Albuquerque, il Lago Sumner creato dallo sbarramento omonimo del 1939 si trova fra Santa Rosa e Fort Sumner. Due ulteriori dighe (Avalon e Brantley) sono state create per scopi irrigui di un territorio di circa 10000 ettari, mentre in Texas il Pecos forma un ulteriore lago artificiale grazie alla diga di Red Bluff, le acque del lago risalgono sino all'interno del territorio del Nuovo Messico.

## Regime
Il Pecos ha un regime torrentizio, con piene in autunno e magre notevolissime in estate. La portata media è di 8 m³/s, mentre le secche possono essere pressoché totali, raggiungendo 1 m³/s di portata minima. Di contro le piene possono essere estremamente rovinose e impetuose, arrivando a toccare i 4300 m³/s.
La portata media del fiume è estremamente bassa se paragonata al bacino di raccolta, ciò dovuta al fatto che il fiume attraversa una zona particolarmente siccitosa, con temperature che normalmente in estate superano i 40 gradi.

## Nella cultura di massa
- Il Pecos è citato nel film Lo chiamavano Trinità... come allegoria delle condizioni igieniche durante le abluzioni del protagonista del film, con la citazione "è dallo straripamento del Pecos che non vedevo tanto sudiciume!"[6]
- Nel film Chisum è celebre la frase "non c'è legge oltre Dodge City, così come non c'è Dio oltre il rio Pecos".